# Raymond Centène
Raymond Michel René Centène (ur. 20 marca 1958 w Banyuls-sur-Mer) – francuski duchowny katolicki, biskup Vannes od 2005.

## Życiorys
Święcenia kapłańskie otrzymał 27 czerwca 1993 i został inkardynowany do diecezji Perpignan-Elne. Pracował jako kapelan więzienny, był także duszpasterzem skautów oraz jednej z uczelni w Perpignan. W 1997 został proboszczem parafii św. Józefa w tymże mieście.
28 czerwca 2005 papież Benedykt XVI mianował go ordynariuszem diecezji Vannes. Sakry biskupiej udzielił mu 16 października 2005 abp François Saint-Macary.